# Stickstoff-Phosphor-Detektor
Der Stickstoff-Phosphor-Detektor (nitrogen phosphorus detector, NPD, auch PND) zählt zu den selektiven Detektoren. Detektiert werden Verbindungen, die Stickstoff bzw. Phosphor enthalten oder aber eine ungerade Elektronenanzahl aufweisen. Der Aufbau ähnelt dem Flammenionisationsdetektor (FID).
Beim NPD wird die Probe durch ein Wasserstoff/Luft-Plasma geleitet, ohne dass dabei Kohlenwasserstoffe in großem Ausmaß ionisiert werden. Über der Düse befindet sich eine beheizte Keramikperle (meist aus Rubidium- oder Cäsium-Silikat). Alkali-Ionen auf der Keramikperle  und eine entsprechend gewählte Temperatur ermöglichen selektiv die Ionisation stickstoff- oder phosphorhaltiger Verbindungen. Es fließt ein Strom, der proportional zur Menge der erzeugten Ionen ist.